# Zeuctomorpha
Zeuctomorpha — рід грибів родини Pleosporaceae. Назва вперше опублікована 1984 року.

## Класифікація
До роду Zeuctomorpha відносять 1 вид:
- Zeuctomorpha arecae